# Acrosorus vallatus
Acrosorus vallatus är en stensöteväxtart som beskrevs av Barbara S. Parris. Acrosorus vallatus ingår i släktet Acrosorus och familjen Polypodiaceae. Inga underarter finns listade.